# 大谷ダム (新潟県)
大谷ダム（おおたにダム）は、新潟県三条市、一級河川・信濃川水系五十嵐川（いからしがわ）の上流部に建設されたダムである。旧名は五十嵐川ダムと呼ばれた。
新潟県が管理を行う県営ダムで、高さ75.5メートルのロックフィルダム。五十嵐川の治水と三条市への上水道供給を行うため、国庫の補助を受けて建設が行われた補助多目的ダムである。ダム直下で合流する笠堀川に建設された笠堀ダムと共に五十嵐川流域の治水・利水を行っている。ダムによって形成された人造湖は旧・下田村の村花であったヒメサユリに因んでひめさゆり湖と命名された。なお、島根県松江市に同名のダムがある。

## 地理
五十嵐川は大河津分水路分流点より下流の信濃川水系における主要な支流である。烏帽子岳を水源として概ね北北西に流路を取り、上流部で笠堀川を合流した後奇岩で知られる八木ヶ鼻地点で守門川を合わせる。その後蒲原平野へ流れ出て大平川や鹿熊川と合流した後三条市中心部を貫くように流れ、信濃川に合流し日本海へ注ぐ。流路延長は38.7キロメートル、流域面積は337.3平方キロメートルで流域は全て三条市内である。ダムは笠堀川との合流点からすぐ上流部に建設された。建設当時の所在地は南蒲原郡下田村であったが、平成の大合併によって周辺の町村と共に三条市に合併した。
なおダムが建設された五十嵐川であるが、読みは「いがらしがわ」ではなく「いからしがわ」であり、濁らない発音である。
県内各地からは国道289号で行くことができる。但し、このダムの先約2キロ付近で行き止まりになっており、現在福島県境の八十里越をトンネルで貫き、只見町と結ぶ工事が進んでいる。

## 沿革
三条市中心部を貫流する五十嵐川流域は古来より水害常襲地帯であるが、戦後人口の増加に伴い治水整備と水道供給が重要となった。新潟県は洪水調節・上水道等を目的とし五十嵐川の右支川である笠堀川に1964年（昭和39年）、笠堀ダム（重力式コンクリートダム。74.5m）を建設したが、その後も人口の増加と水害の被害は続いた為、五十嵐川本川にダムを建設して解決を図ろうとした。
ダムは1971年（昭和46年）より計画に着手、当初は「五十嵐川ダム」として建設が進められた。22年の歳月を掛けて1993年（平成5年）に完成したが、湛水時に地元の要望でダム名を水没地区である大谷集落から名前を取り、大谷ダムに改名した。この時にダム湖も旧・下田村の村花であるヒメサユリから「ひめさゆり湖」と命名された。ダムの型式は中央土質遮水壁型ロックフィルダム、高さは75.5mである。洪水調節、不特定利水、三条市への上水道供給が目的である。

## 新潟豪雨とダムの活躍
2004年（平成16年）7月、新潟県内を過去最悪の集中豪雨が襲った。平成16年7月新潟・福島豪雨またの名を7.13水害と呼ぶが、この時五十嵐川・刈谷田川は氾濫し三条市・見附市等の流域市町村14,300戸が浸水する等甚大なる被害を受けた。この時、上流部の大谷ダムでは、1時間最大雨量73ミリ、24時間最大雨量450ミリ（県が設置した雨量計の記録）という観測開始以来最大の降雨量を記録。この為計画治水容量を遥かに上回る水量（最大584.80m3/s）がダム湖に流入し、ダム本体に重大な影響を及ぼしつつあった。
だが、笠堀ダムとともに大谷ダムでは限界洪水調節容量まで貯水を行い、仮にダムが無かった場合、三条市等の家屋浸水被害は更に2,000戸増加するという新潟県の試算も明らかになり、確実に洪水調節に役立った。しかし、現状を知らない一部の住民からは「ダムは役に立たなかった」という非難を受けた。

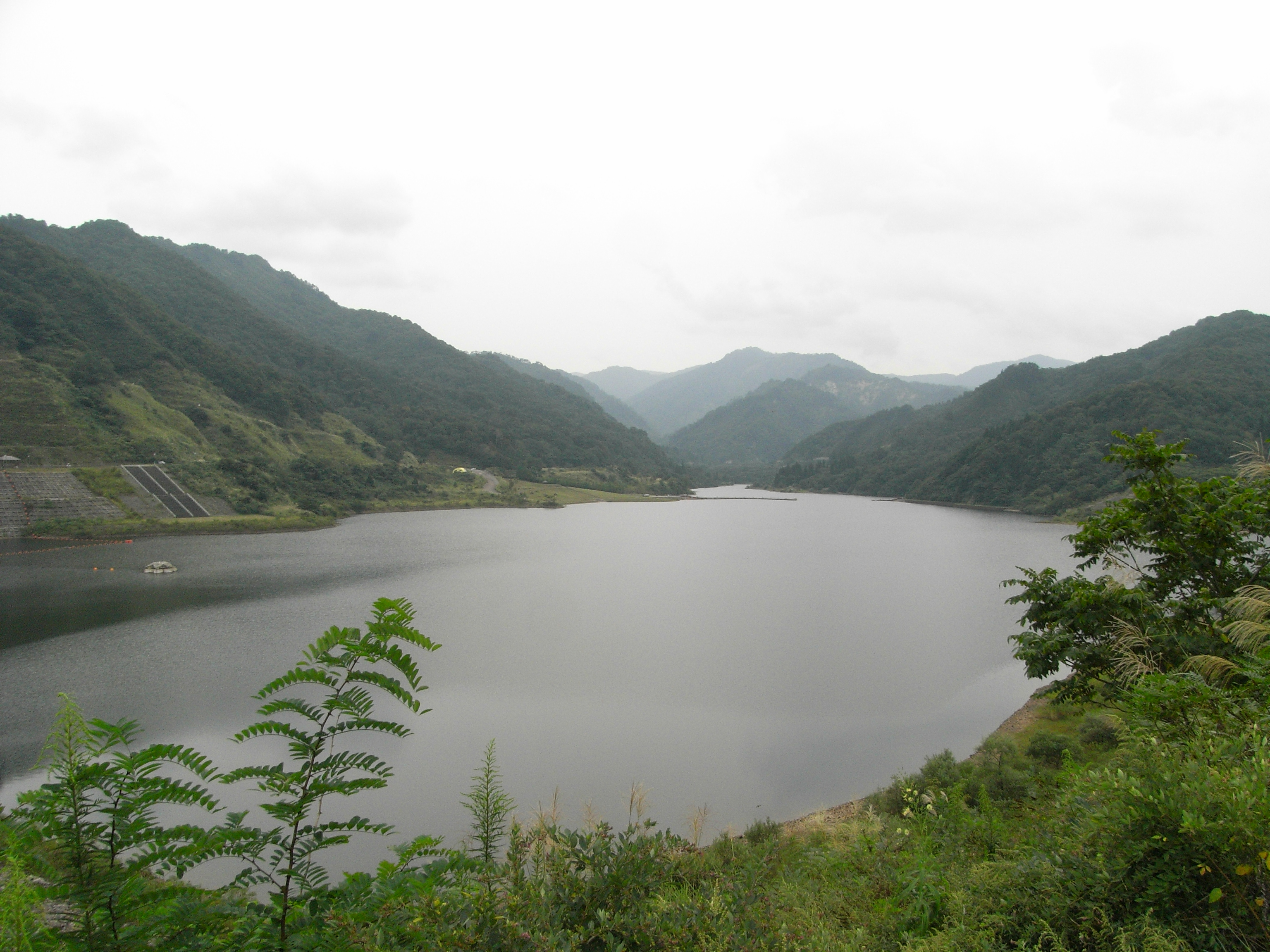
ひめさゆり湖
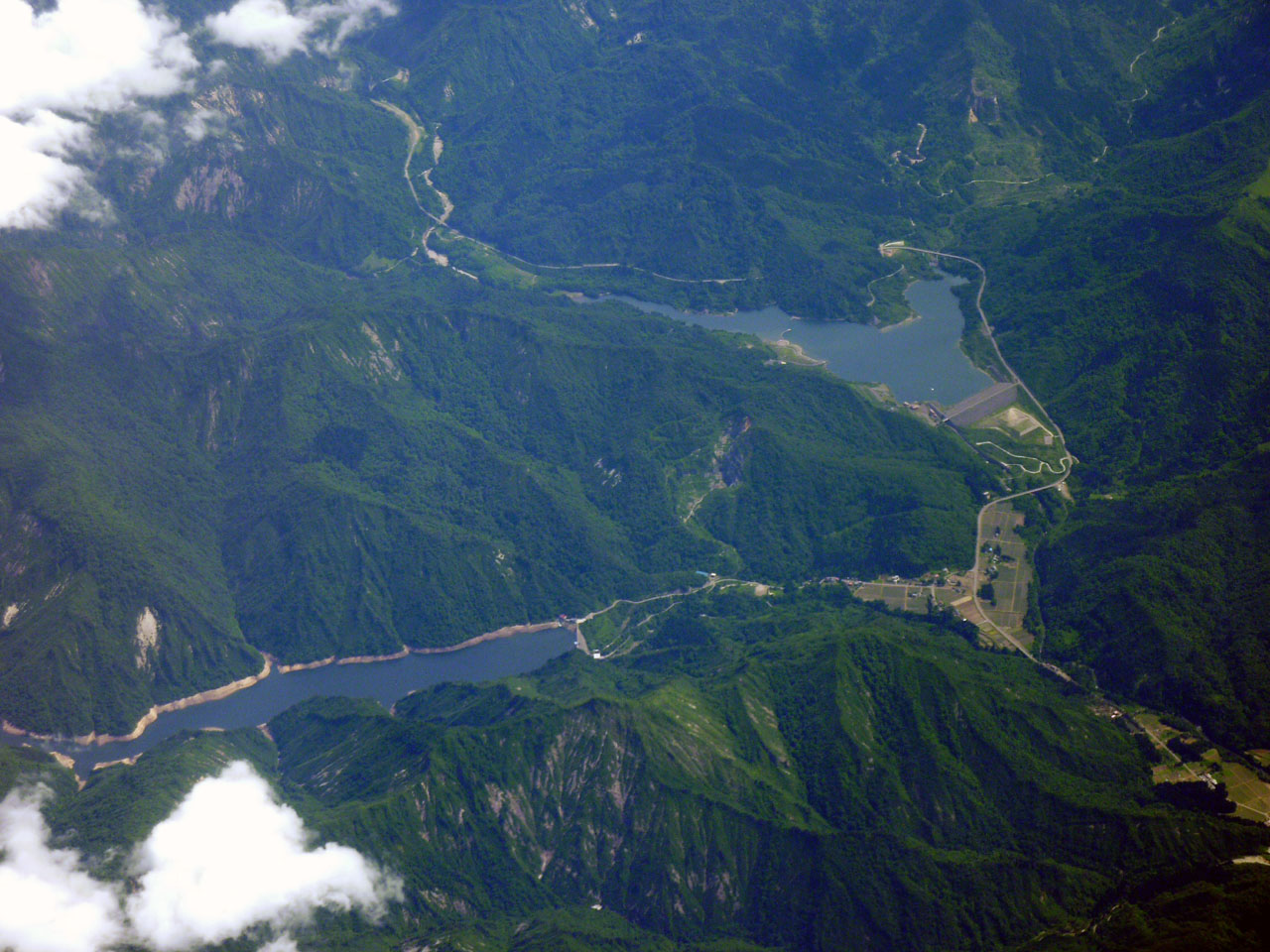
ひめさゆり湖と笠堀湖